# Catasticta reducta
Catasticta reducta är en fjärilsart som beskrevs av Butler 1896. Catasticta reducta ingår i släktet Catasticta och familjen vitfjärilar.
Artens utbredningsområde är Ecuador. Inga underarter finns listade i Catalogue of Life.